# Djedkare Isesi
Djedkare Isesi (được biết đến trong tiếng Hy Lạp là Tancherês), là một vị pharaon của Ai Cập cổ đại, ông là vị vua thứ tám và cũng là vị vua áp chót của vương triều thứ năm. Triều đại của ông tồn tại trong giai đoạn từ khoảng cuối thế kỷ 25 TCN cho đến giữa thế kỷ 24 trước Công nguyên, thuộc thời kỳ Cổ vương quốc. Djedkare đã kế vị vua Menkauhor Kaiu và sau đó ông được kế vị bởi Unas. Mối quan hệ của ông với cả hai vị pharaon này hiện vẫn chưa được xác định một cách chắc chắn, mặc dù người ta thường phỏng đoán rằng Unas là con trai của Djedkare.
Triều đại của Djedkare có lẽ đã kéo dài tới hơn 40 năm, nó cũng đã báo trước về một giai đoạn mới trong lịch sử của thời kỳ Cổ vương quốc. Phá vỡ một truyền thống vốn được bắt đầu kể từ triều đại của Userkaf, Djedkare đã không xây dựng một ngôi đền dành cho thần mặt trời Ra, điều này có thể phản ánh sự trỗi dậy của sự thờ cúng thần Osiris trong tôn giáo Ai Cập. Quan trọng hơn, Djedkare đã tiến hành cải cách một cách toàn diện lại bộ máy chính quyền của nhà nước Ai Cập, lần đầu tiên được tiến hành kể từ lúc hệ thống phân cấp tước hiệu ra đời. Ông cũng tái tổ chức lại những giáo phái tang lễ của các vị tiên vương được chôn cất trong khu nghĩa trang ở Abusir và cả vai trò tương ứng của các vị tư tế. Dưới triều đại của mình, Djedkare đã tiến hành các cuộc viễn chinh đến Sinai để tìm kiếm đồng và ngọc lam, tới Nubia vì vàng và diorit và đến vùng đất Punt để tìm kiếm hương liệu. Từ "Nub", có nghĩa là vàng, dùng để chỉ Nubia đã được ghi lại lần đầu tiên dưới triều đại của Djedkare. Không những vậy, Ai Cập cũng đã tiếp tục duy trì mối quan hệ thương mại với khu vực ven biển Liban và tiến hành các cuộc chinh phạt ở Canaan. Đặc biệt, một trong những miêu tả sớm nhất về một trận đánh hay cảnh tượng vây hãm đã được tìm thấy trong ngôi mộ của một vị đại thần dưới triều đại của Djedkare.
Djedkare đã được chôn cất trong một kim tự tháp ở Saqqara, nó có tên là Nefer Djedkare ("Djedkare hoàn hảo"), ngày nay nó chỉ còn là một phế tích do lớp vỏ đá vôi bên ngoài của nó đã bị cướp đi từ thời cổ đại. Căn phòng chôn cất vẫn còn lưu giữ xác ướp của Djedkare vào thời điểm nó được khai quật vào những năm 1940. Thông qua các cuộc khám nghiệm xác ướp, chúng ta biết được rằng ông đã qua đời ở độ tuổi khoảng năm mươi. Sau khi qua đời, Djedkare trở thành chủ nhân của một giáo phái thờ cúng dành cho riêng mình, giáo phái này đã tồn tại ít nhất cho đến tận giai đoạn cuối thời kỳ Cổ vương quốc. Dường như ông đã nhận được sự kính trọng đặc biệt trong suốt giai đoạn giữa vương triều thứ Sáu, bời vì những vị pharaon trong giai đoạn này đã dâng hiến rất nhiều lễ vật dành cho sự thờ cúng của ông. Các bằng chứng khảo cổ học cũng cho thấy sự tồn tại của giáo phái tang lễ này trong suốt thời kỳ Tân vương quốc sau này (khoảng 1550-1077 TCN). Djedkare cũng được người Ai Cập cổ đại nhớ tới như là vị vua của tể tướng Ptahhotep, ông ta vốn được cho là tác giả của Lời châm ngôn của Ptahhotep.
Những cải cách do Djedkare thực hiện thường bị đánh giá một cách tiêu cực trong ngành Ai Cập học ngày nay bởi vì chính sách phân quyền của ông đã tạo ra một chế độ phong kiến ảo bằng việc trao thêm nhiều quyền lực cho các đại thần và chính quyền các tỉnh. Một số nhà Ai Cập học như Naguib Kanawati lập luận rằng điều này đã góp phần quan trọng vào sự sụp đổ của nhà nước Ai Cập trong thời kỳ Chuyển tiếp thứ nhất; khoảng 200 năm sau. Tuy nhiên, lập luận này đã bị Nigel Strudwick bác bỏ, ông ta cho rằng bất chấp những cải cách của Djedkare, các đại thần của Ai Cập cổ đại chưa bao giờ tập hợp đủ được quyền lực để có thể chống lại nhà vua.

### Cha mẹ

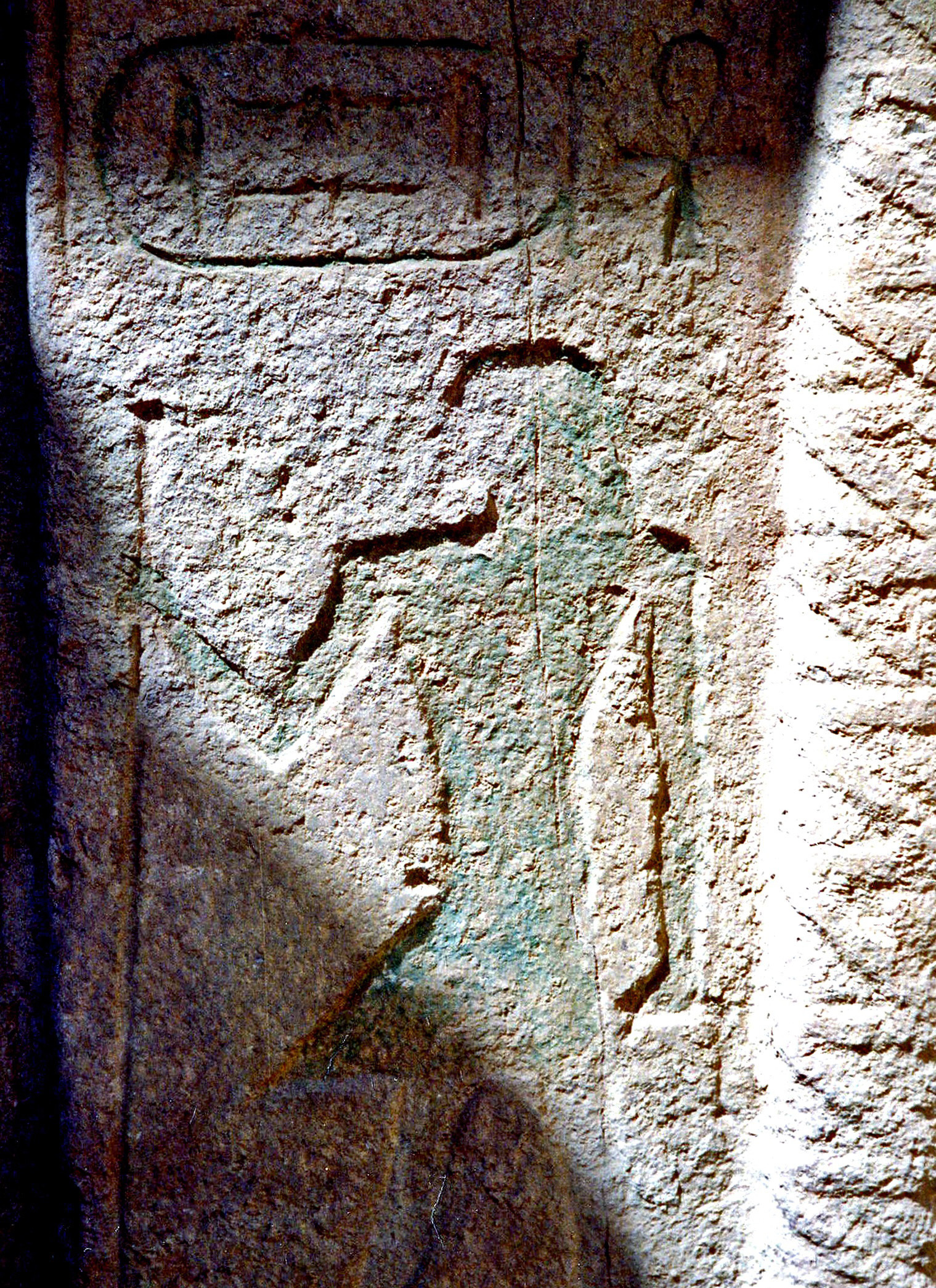
Isesi-ankh được khắc họa trên bia đá cửa giả của ông ta

### Con trai

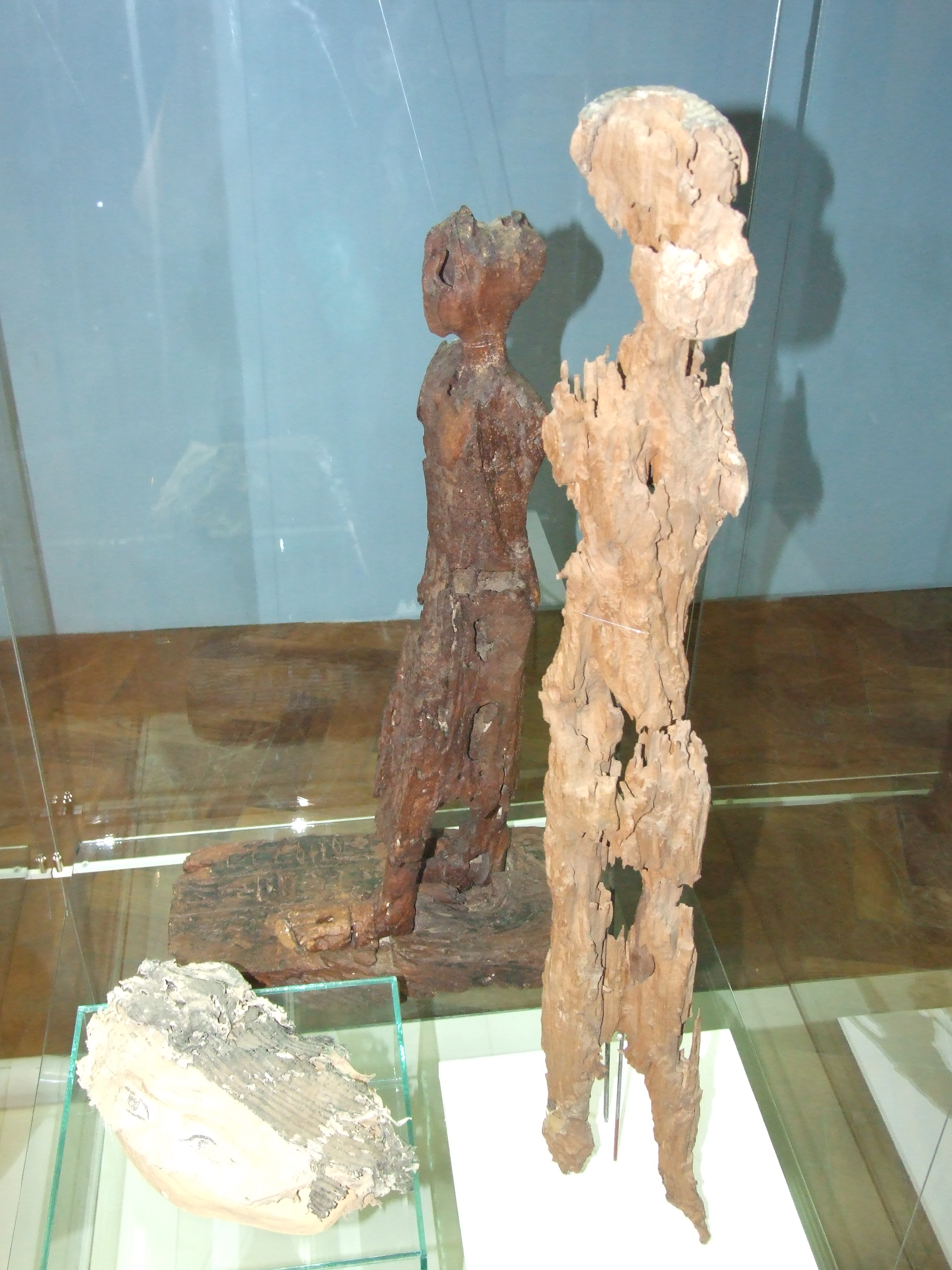
Bức tượng gỗ của Kekheretnebti và ở phía sau là của Neserkauhor, ngày nay nằm tại Bảo tàng Náprstek

## Niên đại

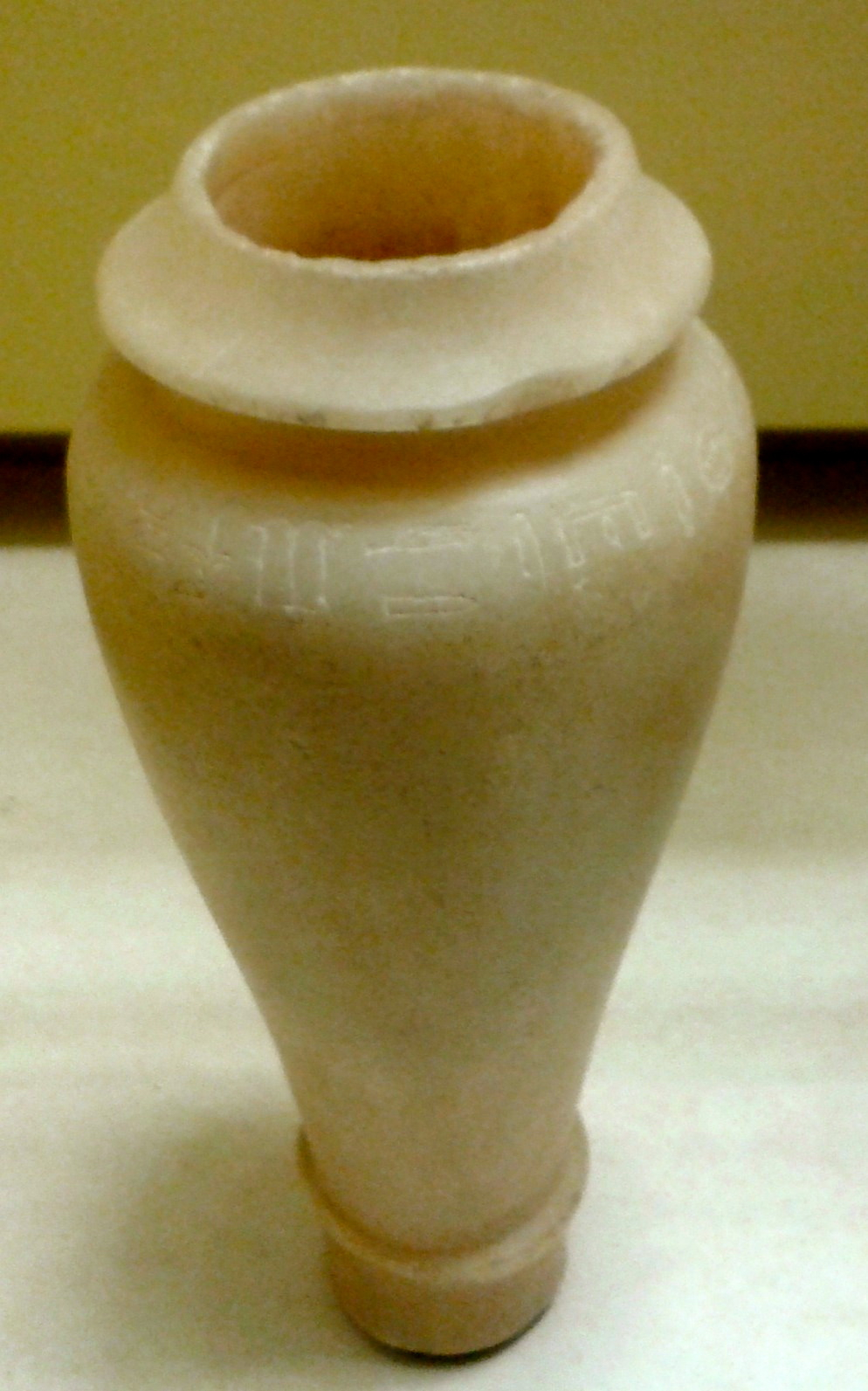
Chiếc bình bằng đá thạch cao tuyết hoa có khắc dòng chữ kỉ niệm lễ hộ Sed lần thứ nhất của Djedkare, Musée du Louvre

## Cai trị

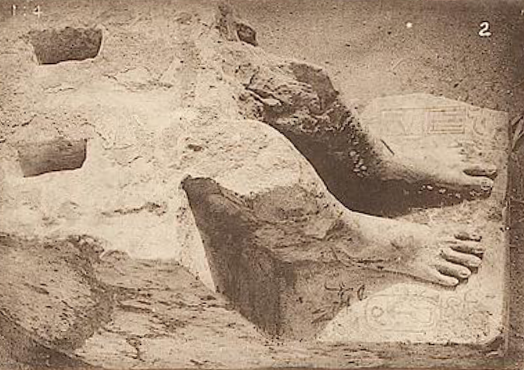
Bức tượng của Djedkare Isesi từ ngôi đền Osiris ở Abydos

### Cải cách

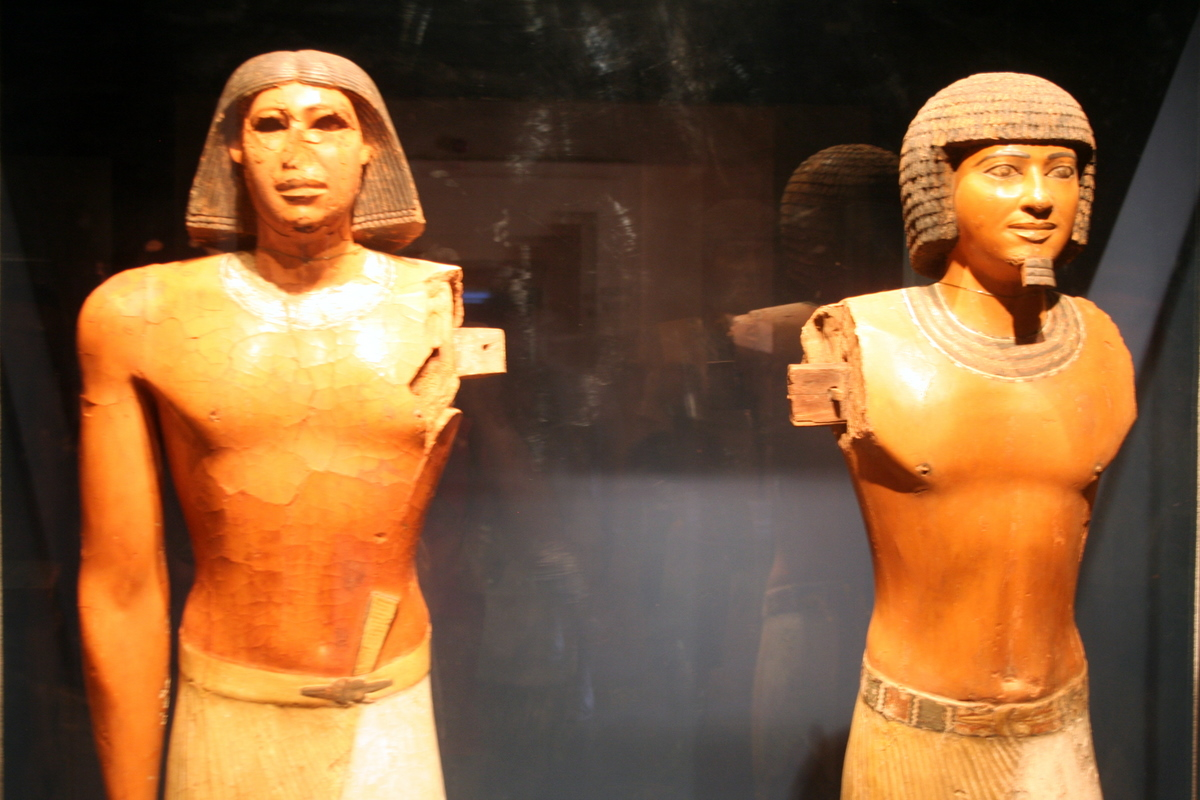
Hai bức tượng của Ptahhotep, một tể tướng dưới triều đại của Djedkare Isesi

#### Thám hiểm các mỏ đá quý và mỏ đá

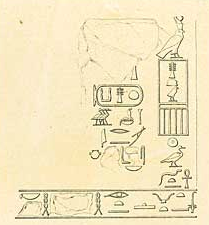
Phù điêu của Djedkare Isesi được Karl Richard Lepsius vẽ lại, Wadi Maghara

## Chứng thực